# Aupo 9 mm
El Aupo 9 mm es un cartucho italiano producido para emplearse en un subfusil de Benelli Armi.

## Historia
El cartucho Aupo 9 mm fue diseñado para ser utilizado en el subfusil Benelli CB-M2. Su diseño y fabricación estuvo a cargo de Fiocchi (es decir, Giulio Fiocchi, Lecco; G.F.L.). El proyecto data de principios de la década de 1980.
El nuevo diseño reemplazaría a los cartuchos 9 x 19 Parabellum y .38 Super. Los diseñadores italianos abordaron el tema de la creación de cartuchos sin casquillo de manera diferente a sus homólogos alemanes. Los principales obstáculos para la creación de estos cartuchos se consideran su fragilidad, así como su baja resistencia al calor y la humedad.